# تراسي ديفيدسون
تراسي ديفيدسون (بالإنجليزية: Tracey Davidson)‏ (6 يناير 1961 في المملكة المتحدة - ) هي لاعبة كرة قدم بريطانية في مركز حراسة المرمى. شاركت مع منتخب إنجلترا لكرة القدم للسيدات. أما مع النوادي، فقد لعبت مع نادي ليفربول لكرة القدم للسيدات ونوتس كاونتي وDoncaster Rovers Belles L.F.C. ‏.